# Gramatikovo
Gramatikovo (Bulgaars: Граматиково) is een dorp in het oosten van Bulgarije. Het dorp is gelegen in de gemeente Malko Tarnovo, oblast Boergas. De afstand naar Boergas is hemelsbreed 51 km, terwijl de hoofdstad Sofia op 362 km afstand ligt. 

## Bevolking
Op 31 december 2019 werden er 272 inwoners geregistreerd door het Nationaal Statistisch Instituut van Bulgarije, een daling vergeleken met het maximum van 1.606 personen in 1946.
|  |

Van de 382 inwoners reageerden er 378 op de optionele volkstelling van 2011. Van deze 378 respondenten identificeerden 319 personen zichzelf als etnische Bulgaren (84,4%), gevolgd door 57 Roma (15,1%). Verder werden er 2 respondenten zonder definieerbare etniciteit of tot een andere etnische groep (0,5%) geregistreerd.
| Etniciteit   | Aantal | %     |
| ------------ | ------ | ----- |
| Bulgaren     | 319    | 84,4% |
| Turken       | -      | -     |
| Roma         | 57     | 15,1% |
| Overig       | 2      | 0,5%  |
| Respondenten | 378    |       |

Bjala Voda · Bliznak · Brasjljan · Evrenozovo · Gramatikovo · Kalovo · Malko Tarnovo · Mladezjko · Slivarovo · Stoilovo · Vizitsa · Zabernovo · Zvezdets